# 耆社
耆社（韓文：기사）或耆老所（韓文：기로소），是朝鮮王朝時期為了優待七十歲以上、正三品以上文臣而設的榮譽組織。始建於朝鮮太祖三年（西元1394年）。記錄其活動的史料有耆社契帖，現有數卷藏於韓國。